# Simona Muzzioli
Simona Muzzioli (Carpi, 21 agosto 1973) è un'ex ciclista su strada italiana.
Corse dal 1992 al 1997 vincendo i Campionati italiani nel 1994.

## Carriera
Muzzioli conseguì diversi piazzamenti nei campionati italiani, sia nella prova in linea, che vinse nel 1994 e in cui fu sesta nel 1993, che in quella a cronometro, dove fu seconda nel 1992 e 1993 e decima nel 1996 e 1997.
Vinse il Gran Premio Liberazione a Crema nel 1993, mentre fra gli altri piazzamenti colse il quinto posto al Trofeo Città di Schio, il sesto al Giro del Trentino e il nono al Giro del Friuli nel 1995.

## Palmarès
- 1993

Gran Premio della Liberazione
- 1994

Campionati italiani, Prova in linea

## Piazzamenti

### Grandi Giri
- Giro d'Italia

1994. 14ª
1995: 71ª